# 吉成俊
吉成俊（：／ Gil Seong Jun；1977年12月24日—）藝名為吉（길；），是一位韓國藝人及嘻哈家族The Movement其下嘻哈饒舌二人組合 Leessang 成員之一兼主音。

## 生平
吉在2009年被報章披露與女子組合Jewelry前成員朴貞雅交往一年。據報導指出，二人在2008年一起出演KBS2某節目變得熟稔而發展成戀人。不過二人已於2011年2月宣佈分手，吉已回復單身。另在2011年1月《無限挑戰》播出的「TV盛載著愛」特輯中，吉與19歲時的初戀對象金孝珍見面。
由2009年9月開始成為受歡迎的韓國綜藝節目《無限挑戰》固定成員之一。2014年4月23日因酒駕主动引咎退出《無限挑戰》，並通過經紀公司發表了道歉聲明。
在 Lets Run Park Music Festival 2015 中，Gary透露吉已於9月尾經兩次考試後考獲駕照，而吉亦坦誠對酒駕事件的自我反省不容易完結。吉於2015年11月24日發佈個人單曲《Let The Wind Blow》，作為復出的第一步，並於11月25日發行出道16年來的首張個人專輯 《R.O.A.D Project #1》，將收錄6首歌曲。
2016年3月，吉於 《Show Me The Money 5》預選賽擔任評審，並與參賽的鄭埻夏相遇，場面於《無限挑戰》節目內播出；此為吉時隔2年後回歸放送。
2017年7月1日，吉被警方發現在6月28日再次酒駕，隨即中止一切演藝工作。同年9月檢察官以此為第三次酒駕，求處8個月有期徒刑。
媒體揭露吉成俊在2018年9月12日迎來了兒子的出生，兒子的母親就是不久前被傳與吉成俊登記結婚的女性，雖然吉成俊當時否認傳聞，但兩人實際上已完成了婚姻登記。

## 音樂作品

### LeeSsang專輯
- Leessang of Honey Family（朝鲜语：Leessang of Honey Family）（2002年6月）
- 再，啟發（朝鲜语：재,계발）（2003年）
- Library of Soul（朝鲜语：Library of Soul）（2005年）
- Black Sun（朝鲜语：Black Sun）（2007年）
- 伯牙絕絃（朝鲜语：백아절현）（2009年）
- HEXAGONAL（2009年）
- AsuRa BalBalTa（2011年8月）
- Unplugged（朝鲜语：Unplugged (리쌍의 음반)）（2012年5月）
- 走馬燈（2015年7月）

### 迷你專輯
| 專輯 # | 專輯資料                                                                                   | 曲目 |
| ------ | ------------------------------------------------------------------------------------------ | --- |
| 1st    | R.O.A.D Project #1 - 發行日期：2016年2月 - 語言：韓語 - 發行方式: CD、數碼下載 - 唱片公司: | 曲目 1. 느티나무 2. But [Feat. 白智榮] 3. 바람아 불어라 4. Rolling [Feat. 윤하] 5. But (Instrumental) 6. Rolling (Instrumental) |

### 單曲
- 2015年11月 《Let The Wind Blow》 (바람아 불어라)
- 2016年5月 《Refrigerator》(냉장고) — Feat.李夏怡、Verbal Jint

### 其他歌曲

#### 為《無限挑戰》創作曲目
2009年 奧林匹克歌謠祭
- 《我很帥》（난 멋있어） — 不舒服的人 (吉、YB)（Feat. 강산에、Bizzy）

2011年 西海岸高速公路歌謠祭
- 《只屬於我的歌》 — 海濱大道 (吉、Bada) (填詞：Gary)

2011年 賽艇特輯
- 《Grand Final》 — Leessang、鄭仁 (feat. 劉在錫)

2011年 咱們也算是歌手
- 《桑巴的魅力》 （feat. Gary、鄭仁）(原唱：劉在錫 — 2007年江邊北路歌謠祭)

2012年 介·醜·友慶典
- 《絕了》 — 胖子 (吉、鄭亨敦)

2013年自由路歌謠祭
- 《G.A.B》 — GAB（吉、寶兒）
- 《是的，我們一起》（그래, 우리 함께）(與柳熙烈、劉在錫、朴明洙、鄭埻夏、鄭亨敦、盧弘喆、Haha填詞)

2014年 無限挑戰應援團
- 《Victory》

## 綜藝出演
2009年
- 10月－2014年4月23日：MBC《無限挑戰》（固定成員）
- MBC《來玩吧（朝鲜语：공감토크쇼 놀러와）》（固定嘉賓）
- 10月31日 SBS《金正恩的巧克力》（与Gary）

2010年
- 1月1日 KBS2《柳熙烈的写生簿》（与Gary）
- 5月16日－12月19日：KBS2《夜行星（朝鲜语：밤샘 버라이어티 야행성）》（主持）

2011年
- 3月20日 SBS《金正恩的巧克力》（与Gary）
- 9月9日 KBS2《柳熙烈的写生簿》（与Gary）
- 9月18日 《Mnet MIC》（与Gary）

2012年
- 4月6日 SBS《Go Show》
- 6月2日 Mnet《尹道贤的MUST》（与Gary）
- 6月2日 KBS2《演艺家中介》（与Gary）
- 6月16日 KBS2《柳熙烈的写生簿》（与Gary）
- 9月15日 Mnet《尹道贤的MUST》（与Gary、郑亨敦）
- 9月16日 SBS《You & I》（与Gary）
- 12月15日 Mnet《尹道贤的MUST》（与野菊花乐队）

2013年
- 12月22日 SBS《星期天真好－Running Man》

2016年
- 3月19日：MBC《無限挑戰》（以 《Show Me The Money 5》 評判身份出現）
- 5月13日至今 ：《Show Me The Money 5》 (評判)

2020年
- 1月27日：Channel A《Eye Contact》

## 外部連結
- 吉成俊的X（前Twitter） 
- 吉成俊的Instagram帳戶
- 官方网站 
- 官方网站 